# مزاعم الاغتصاب في البرلمان الأسترالي 2021

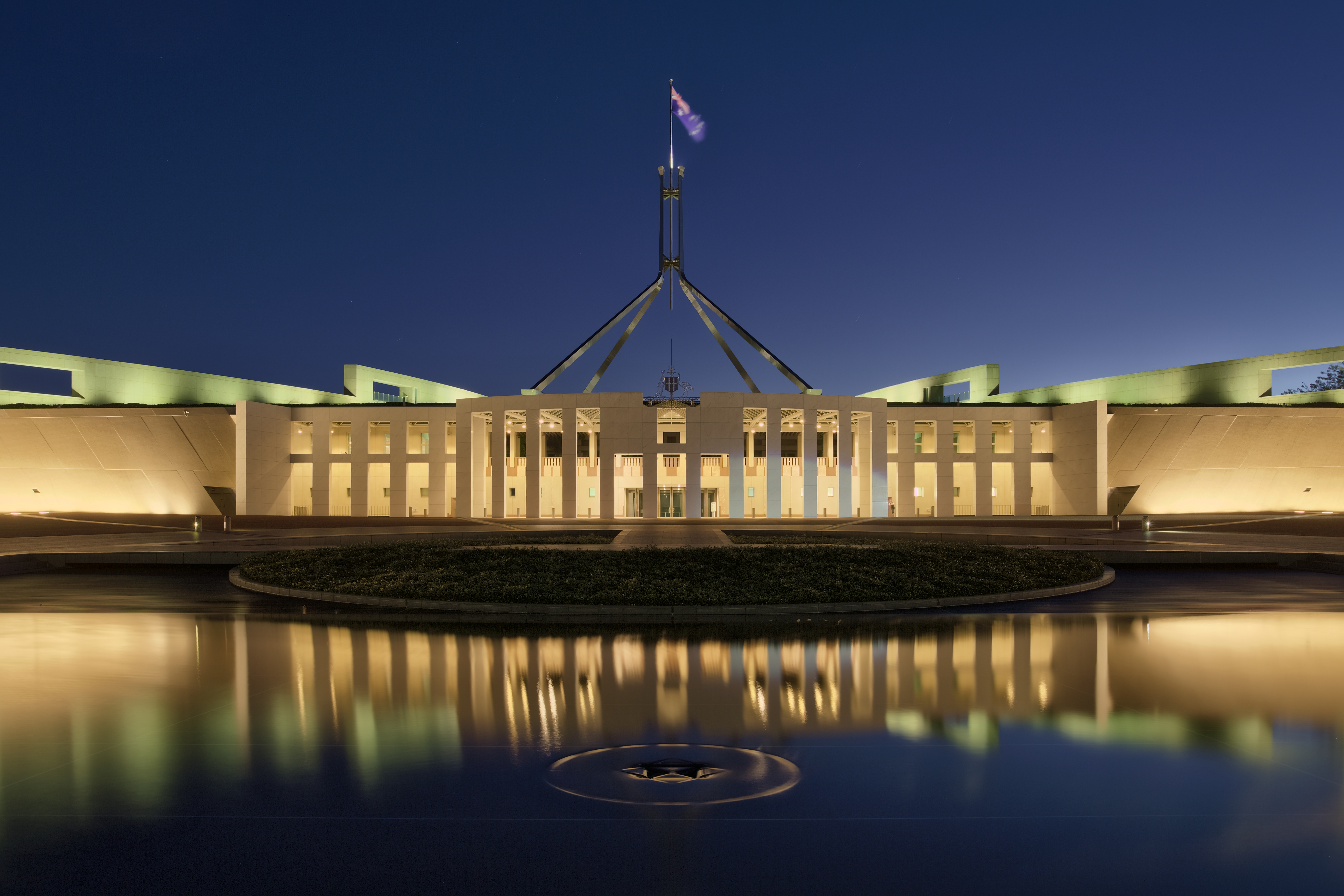
مبنى البرلمان في العاصمة كانبيرا مقر البرلمان الأسترالي، حيث زُعم بحدوث اغتصاب عام 2019

مزاعم الاغتصاب في البرلمان الأسترالي هما ادعاءان مستمران منفصلان، وكلاهما أثير في فبراير 2021، مما تسبب في جدل لحكومة موريسون الليبرالية الوطنية. أثارت هذه الادعاءات مزيدًا من المناقشات حول ثقافة مكان العمل، وكراهية النساء المنهجية، وإلقاء اللوم على الضحايا داخل حكومة موريسون.

## ادعاء الاغتصاب 2019
في 15 فبراير 2021 وجهت الموظفة الصغيرة في الحزب الليبرالي الأسترالي بريتاني هيغينز مزاعم اغتصاب إلى اثنين من وسائل الإعلام الإسترالية. وزعمت أنها تعرضت للاغتصاب في وقت متأخر من الليل في مكتب وزيرة الدفاع آنذاك السناتور ليندا رينولدز في الجناح الوزاري بمقر البرلمان من قبل زميل لها في عام 2019.
تدعي هيغينز أنها أصبحت في حالة سكر شديد في حفلة عمل وغادرت مع زميلها في سيارة أجرة، معتقدة أنه سيتم إنزالهما في منزلهما، وبدلاً من ذلك تم اصطحابها إلى مبنى البرلمان وتعرضت للاغتصاب وهي في حالة داخل وخارج وعيها. تم العثور عليها نصف عارية، مخمورا ومرتبكة في الساعات الأولى من الصباح في مكتب الوزير. ذهبت هيغينز إلى الشرطة بعد وقوع الاغتصاب، لكنها أسقطت الشكوى في أبريل 2019 خشية أن يؤدي ذلك إلى إنهاء عملها.
عندما أعلنت هذه المزاعم على الملأ، اتهمت هيغينز رينولدز بعدم دعمها بسبب الطبيعة الحساسة سياسياً للحادث في عام الانتخابات، وذكرت أنه تم استدعاؤها لمناقشة الحادث في المكتب الذي وقع فيه. انتقلت هيغينز للعمل من أجل التوظيف والمهارات مع وزيرة الأعمال الصغيرة والعائلية ميخائليا كاش لمدة عام قبل أن تستقيل قبل شهر من إعلان ادعاءاتها.
نشأ الجدل بعد إعلان هيغنز العام بشأن معرفة رئيس الوزراء سكوت موريسون بالادعاءات. نفى موريسون أي علم بالاعتداء. اعتذر رينولدز علنًا لهيجنز، كما فعل موريسون. أعلن موريسون أيضًا عن تحقيقين في ثقافة مكان العمل في مبنى البرلمان. انتقد هيغينز رد موريسون وألقى بظلال من الشك على ادعائه بالجهل. أصدر موريسون اعتذارًا رسميًا في 16 فبراير وكتب خطابًا إلى زعيم المعارضة أنتوني ألبانيز، يوافق على تطوير مراجعة مستقلة لأماكن عمل البرلمانيين الفيدراليين وموظفيهم، وكذلك الأمر بمراجعة داخلية لثقافة مكان العمل والشكاوى التي يتم التعامل معها داخل الحزب الليبرالي.
بالإضافة إلى ذلك واجهت رينولدز ضغوطًا لتكشف عما كانت تعرفه عن الحادث، وما قدمته للمهاجم المزعوم الذي أقالته بعد أيام من الحادث بسبب «خرق أمني». وبخ موريسون علنًا رينولدز لعدم إخباره بالحادث في ذلك الوقت.
في أواخر فبراير 2021 ظهر أن العديد من السياسيين الآخرين، بما في ذلك ميكايليا كاش وبيتر داتون كانوا على علم بالاغتصاب في أوائل فبراير لكنهم لم يسعوا إلى اتخاذ مزيد من الإجراءات، ولم ينبهوا رئيس الوزراء.
كان من المقرر أن تخاطب رينولدز نادي الصحافة الوطني في 24 فبراير، لكنها ألغت العنوان في ذلك الصباح وتم إدخالها إلى مستشفى كانبيرا. أُعلن أنها أخذت إجازة مرضية بسبب حالة موجودة مسبقًا.
خلال الأسابيع التالية زعمت ثلاث نساء أخريات تعرضهن للتحرش والاعتداء الجنسي من نفس الرجل المتهم بين عامي 2016 و2020.
في 4 مارس أفيد أن رينولدز قد أشارت إلى هيغينز على أنه «بقرة كاذبة» بعد التقارير الإعلامية الأولية. ذكرت الأسترالية أن السناتور رينولدز أدلى بالتعليق في الجزء المفتوح من مكتبها وسمعه العديد من الموظفين، بمن فيهم الموظفون العموميون المعارون من وزارة الدفاع. لم ينف رينولدز استخدام السب ضد هيجنز، لكنه قال إن الأمر لا يتعلق بادعاء الاغتصاب بحد ذاته، بل يتعلق بتقارير عن مستوى الدعم المقدم. هدد هيغينز باتخاذ إجراءات قانونية ضد رينولدز. أصدرت رينولدز في وقت لاحق بيانًا يتضمن اعتذارًا على الرغم من استمرارها في إجازة طبية بناءً على نصيحة طبيب القلب.

## ادعاء الاغتصاب 1988
في 26 فبراير 2021 في رسالة إلى رئيس الوزراء والعديد من أعضاء البرلمان الآخرين بما في ذلك زعيم المعارضة في مجلس الشيوخ بيني وونغ وعضو مجلس الشيوخ عن حزب الخضر عن جنوب أستراليا سارة هانسون يونغ زعمت أن فتاة تبلغ من العمر 16 عامًا تعرضت للاغتصاب في سيدني في عام 1988 من قبل رجل كان الآن عضوًا في مجلس الوزراء. كانت الرسالة مجهولة المصدر وتضمنت بيانًا من الضحية المزعومة، الذي فتح قضية مع شرطة نيو ساوث ويلز في عام 2020، لكنه أغلقها قبل وقت قصير من الانتحار في أديلايد في يونيو 2020.
تم نشر الرسالة على الفور، ومع ذلك ظل الوزير مجهولاً حتى عقد النائب العام ورئيس مجلس النواب ووزير العلاقات الصناعية كريستيان بورتر مؤتمراً صحفياً في 3 مارس للتعريف عن نفسه.
كتبت المرأة أنها تتذكر الحدث دائمًا، لكنها اكتسبت «فهمًا أفضل» من خلال العلاج في سبتمبر 2019 والذي «عادت إلى الظهور بذكرياتها الجسدية»، بينما قال أصدقاؤها إنها أخبرتهم عن الحادثة قبل هذا العلاج.
نفى بورتر الادعاء وقال إنه لن يتنحى عن مناصبه، لكنه سيأخذ إجازة لاستعادة صحته العقلية. ذكرت شرطة نيو ساوث ويلز أنها لن تفتح القضية مرة أخرى لأن ليس لديها أدلة كافية للقيام بذلك.
حث خبراء قانونيون أستراليون رئيس الوزراء على إجراء تحقيق مستقل في الادعاء، جنبًا إلى جنب مع وونج وهانسون يونج ومحامي المتوفى، لكنه رفض القيام بذلك، مشيرًا إلى أنه ليس من الضروري إذا كانت الشرطة قد أغلقت قضيتهما. يقارن مؤيدو التحقيق الوضع مع الموقف الذي أدى إلى تحقيق في سلوك قاضي المحكمة العليا الأسترالية السابق دايسون هايدون في عام 2020. الأشخاص الذين يعتبرون التحقيق غير ضروري يقارنون الموقف بالوقت الذي اتُهم فيه زعيم المعارضة آنذاك بيل شورتن في عام 2014 باغتصاب امرأة في عام 1986. ولم يتم إجراء مزيد من التحقيق بعد أن أسقطت الشرطة القضية.

## تداعيات العلاقات العامة وردود الفعل
أثارت المزاعم مناقشات حول ثقافة مكان العمل السامة وكراهية النساء المنهجية وإلقاء اللوم على الضحية في كل من المؤسسات السياسية والمجتمع الأوسع.
تعرضت حكومة موريسون لانتقادات واسعة بسبب تعاملها مع هذه الفضائح، حيث وجد استطلاع أساسي أن 65٪ من المستطلعين (بما في ذلك 76٪ من مؤيدي حزب العمل، 51٪ من مؤيدي التحالف و88٪ من مؤيدي الخضر) قالوا إن الحكومة كانت مهتمة أكثر في حماية نفسها من النساء.
بالإضافة إلى حزبي العمل والخضر، واجهت الحكومة انتقادات من داخل حزبها. انتقد رئيس الوزراء السابق مالكولم تورنبول الذي كان على علم بالادعاءات ضد بورتر في 2019، إياه لأنه استغرق وقتًا طويلاً في تقديمها. ومع ذلك دافع رئيس الوزراء السابق جون هوارد عن قرار موريسون بعدم فتح تحقيق مستقل في سلوك بورتر.
كما انتقدت غريس تامي، المدافعة عن الأسترالية للعام والناجين من الاعتداء الجنسي، خطاب موريسون خلال خطابها في نادي الصحافة الوطني في 3 مارس، وانتقدت استخدامه لعبارة «كأب»، بالإضافة إلى قولها «لا ينبغي أن يتطلب الأمر إنجاب الأطفال لها ضمير».